# Comparettia tuerckheimii
Comparettia tuerckheimii es una especie de orquídea epífita. 

## Descripción
Es una orquídea de pequeño tamaño, con hábito de epífita con minúsculos pseudobulbos cilíndricos envueltos basalmente por varias vainas, grandes, dísticas, imbricadas que lleva una sola hoja, apical, coriácea, conduplicada basalmente y apical pero plana en la parte media. Florece en una inflorescencia lateral de 20 cm de largo, racemosa, con 5-6 flores que surgen en un pseudobulbo maduro a través de la axila de la vaina basal desde la primavera hasta el invierno.

## Distribución y hábitat
Se encuentra en México hasta el sur de Costa Rica en los troncos de árboles a altitudes de 1600 a 2700 metros.

## Taxonomía
Comparettia tuerckheimii fue descrita por (Schltr.) M.W.Chase & N.H.Williams  y publicado en Lindleyana 21(3): 30. 2008.
Etimología
Comparettia: nombre genérico que lleva el nombre en honor del botánico italiano Andrea Comparetti.
tuerckheimii: epíteto otorgado en honor de Tuerckheim, recolector de orquídeas alemán del siglo XX.
Sinonimia
- Scelochilus tuerckheimii Schltr.[3][4]